# ویلهلم آهلوارد
ویلهلم آهلوارد (۴ ژوئیه ۱۸۲۸، گریفسوالد – ۲ نوامبر ۱۹۰۹، گریفسوالد) شرق‌شناس آلمانی بود که در پژوهش ادبیات عرب و کتابداری تخصص داشت. او فرزند فیلولوژیست (لغت‌شناس) معروف کریستین ویلهلم آهلوارد (۱۸۳۰–۱۷۶۰) بود.

## زندگی‌نامه
او زبانشناسی شرقی را در دانشگاه گریفسوالد (۴۸–۱۸۴۶، ۵۰–۱۸۴۹) به عنوان شاگرد یوهان گوتفرید لودویگ کوزگارتن و در دانشگاه گوتینگن (۱۸۴۹–۱۸۴۸) زیر نظر هاینریش اوالد مطالعه نمود. پس از فارغ‌التحصیلی از دانشگاه، در کتابخانه‌های گوتا و پاریس، چندین سال را صرف مطالعه نسخه‌های خطی عرب کرد. در سال ۱۸۵۶ او به عنوان دستیار کتابدار در گریفسوالد شروع به کار کرد و در طول سال بعد موفق به کسب مدرک شد. در سال ۱۸۶۱ او استاد دانشگاه شد.